# Місто запалює вогні
«Місто запалює вогні» рос. «Го́род зажига́ет огни́» — російський радянський художній фільм 1958 року режисера Володимира Венгерова за мотивами повісті Віктора Некрасова «У рідному місті». Прем'єра фільму відбулася 21 липня 1958 року.

## Сюжет
Микола Митясов, капітан розвідки, повертається в зруйноване місто після важкого поранення і дізнається, що дружина зрадила його. Микола знайшов в собі сили пережити гіркоту втрати і почав нове життя...

## У ролях
- Микола Погодін — Микола Митясов
- Олена Добронравова — Валя
- Олег Борисов — Сергій Ерошин
- Юрій Любимов — Олексій Іванович Бойков
- Ліліана Альошнікова — Шура Мітясова
- Аліса Фрейндліх — Зіна Пічікова
- Олександр Соколов — професор Нікольцев
- Любов Малиновська — Олена Федорівна, секретар факультету
- Валентин Грудінін — Громобой
- Віктор Перевалов — Вова
- Юрій Мажуга — людина з тапочками

## Творча група
- Автор сценарію: Володимир Венгеров (за мотивами повісті Віктора Некрасова «У рідному місті»)
- Режисер: Володимир Венгеров
- Оператор: Генріх Маранджян
- Художник: Віктор Волін
- Композитор: Олег Каравайчук